# Gabrita eburata
Gabrita eburata är en insektsart som beskrevs av Walker 1851. Gabrita eburata ingår i släktet Gabrita och familjen dvärgstritar. Inga underarter finns listade i Catalogue of Life.